# 2715 Мєліккі
2715 Мєліккі (2715 Mielikki) — астероїд головного поясу, відкритий 22 жовтня 1938 року.
Тіссеранів параметр щодо Юпітера — 3,326.
Названо на честь Мєліккі — фінської богині лісів і полювання.